# Нкопека, Харри
Харри Нкопека (англ. Harry Nkopeka; род. 12 октября 1948) — малавийский легкоатлет, выступавший в беге на средние дистанции. Участник летних Олимпийских игр 1972 года.

## Биография
Харри Нкопека родился 12 октября 1948 года.
В 1972 году вошёл в состав сборной Малави на летних Олимпийских играх в Мюнхене. В беге на 800 метров занял в четвертьфинальном забеге последнее, 8-е место, показав результат 1 минута 57,7 секунды, уступив 10,18 секунды попавшему в полуфинал с 3-го места Мануэлю Гайосо из Испании. В беге на 1500 метров занял в четвертьфинальном забеге 9-е место с результатом 4.00,9, уступив 18,4 секунды попавшему в полуфинал с 4-го места Крису Фишеру из Австралии.

## Личные рекорды
- Бег на 800 метров — 1.52,78 (1973)[4][5]
- Бег на 1500 метров — 3.54,14 (1973)[4][5]